# 朝倉孝景 (第10代當主)
朝倉孝景（日语平假名：あさくら たかかげ，1493年12月30日—1548年4月30日），日本战国时代越前国大名，官位弹正左卫门尉。朝仓氏第10代当主，朝仓贞景之子，朝仓义景之父。母亲是美浓守护代家出身的斋藤利国之女，妹妹嫁给美浓守护土岐赖武，生下嫡男土岐赖纯。仿效曽祖父（第7代当主）孝景，也自名为「孝景」。现在为了区別上，一般称呼法名「宗淳孝景」（大岫孝景），或為稱呼（第7代当主）孝景為敏景。

## 生平
永正9年（1512年）3月父亲贞景在外出猎鹰的途中突然去世，朝倉孝景继承了家督。
永正13年（1516年）被将军足利义稙处允许使用代表守护职的白伞袋和毛氈鞍覆。
永正14年（1517年）接受幕命，以朝仓宗滴为军奉行出兵若狭、丹后。帮助若狭守护武田元信镇压若狭逸见氏和丹后守护代延永氏的叛乱。
永正15年（1518年）邻国美浓国内斋藤氏拥立的守护土岐赖武败于长井氏拥立的土岐赖艺。斋藤利良和土岐赖武一同流亡越前国。（孝景之母就是斋藤氏出身）
永正16年（1519年）7月命令弟弟朝仓景高率兵三千出征美浓国，在9月14日的正木合战和10月10日的池户合战中取得连胜，帮助斋藤利良和土岐赖武回到美浓。
大永5年（1525年）命令朝仓宗滴率军出征近江小谷城，和六角氏协力牵制介入美浓内乱的浅井氏。之后在六角定赖和浅井亮政间调停。在美浓（因为土岐赖艺再次叛乱）朝仓景职率兵一直攻打到稻叶山。
大永7年（1527年）10月应被从京城驱逐到近江的将军足利义晴的要求，派朝仓宗滴、朝仓景纪、前波氏等人率军一万出征，和管领细川高国等合流，10月13日向洛中（京都）进军。24日与支配洛中的三好元长陈兵桂川两岸开始合战，并取得胜利，并击退了三好家之后的反扑，把京都置于将军家、细川家、朝仓家的实际支配之下。
同年任命实弟景高为越前大野郡司。同年若狭国的粟屋元隆反叛守护武田元光并希望寄身朝仓氏的武田一族的武田信孝以及朝仓家臣共同行动。朝仓军当时也确实有所呼应。
大永8年（1528年）被加封为将军足利义晴的御供众。3月朝仓全军从京都撤兵，被认为是因为与管领细川高国的对立。
享禄元年（1528年）5月前一年对立的管领细川高国自己来到了一乘谷，请求孝景出兵京都，被孝景拒绝。
享禄4年（1531年）加贺一向一揆发生内讧（享禄错乱），孝景派朝仓宗滴攻击一揆势，一直进攻到手取川附近。朝仓宗滴把敦贺郡司的职位让给养子朝仓景纪（孝景之弟）。
天文元年（1532年）12月，六角氏和朝仓氏之间签订“永久有效”的密约。成功与加贺一向一揆和议。
天文2年（1533年）儿子义景诞生（孝景当时41岁）。天文4年（1535年）被授权使用塗輿。
天文5年（1536年）插手土岐赖武、土岐赖艺兄弟围绕守护职的斗争，派朝仓景高攻略大野郡穴间城。
天文7年（1538年）位列幕府相伴众。11月后奈良天皇登基时献上金钱一万疋。
天文9年（1540年）8月朝仓景高上洛，依靠幕府要人和公家的人脉计划反孝景的活动，但是失败。孝景向朝廷献上百贯文御所修理费，向将军家赠送五十贯文，要求幕府流放景高。9月景高被放逐出京洛，接受武田信丰的庇护。随后本愿寺、一向一揆、若狭武田氏和尾张斯波氏等势力都开始计划反对孝景。
天文12年（1543年）4月景高试图与本愿寺同盟被拒绝，从若狭撤退逃亡西国。天文13年（1544年）为了拥立逃往越前国的土岐赖纯（土岐赖武嫡男）为美浓守护，与尾张国的织田信秀联手进攻美浓国的斋藤道三和土岐赖艺，在井口城（稻叶山城）下放火。然而朝仓军从越前赶来战线过长，又遭到道三夜袭，死伤达1万以上，不得不撤兵（加纳口之战）。
天文17年（1548年）3月参拜波着寺归来的途中突然去世。享年55。16岁的嫡子延景（后来的义景）继承了家业。

## 人物评价
受到一门朝仓宗滴辅佐，屡次出兵进攻当时混乱多发的周边国：加贺、美浓、近江以及若狭，向各国守护及诸势力展现了自己军事上的优势以及政治影响力。还曾打算与代代对立的加贺一向一揆谈和。虽然不断地为京都以及周边诸国情势所烦恼，就其结果而言朝仓氏的势力越发扩大的同时，与朝廷和幕府的联系更加密切，同时带来了越前一国的更加繁荣，也让京风文化在居城一乘谷城像花开一般发展起来。
就军事层面而言，常见的做法是当主不亲自动手，而派族人作为名代出征。这一制度也影响到了次代义景的统治。就统治层面而言，并没有完全降服守护斯波氏以下的其他豪强国人众（朝仓氏原本也是斯波氏的部下），而又有与弟弟朝仓景高的内讧。就经济层面而言，向周边诸国派遣大军，向朝廷和幕府大量献金等行为可以看出一乘谷的繁荣。另外，越前豪商多持有名物茶器，朝仓家臣经常去京城购买书籍这些事也都反映了越前的繁荣。
当时持续战乱的日本国内（特别是幾内周边）越前朝仓氏的实力比较平稳。因此京都的许多贵族、文化人等都前往一乘谷避难。同时因为向京都出兵以及同将军家的交往，朝仓氏的实力从将军家受益良多，不仅是军事力量（特别是幾内方面），社会地位也得到了提高。
孝景作为文治政治家是十分优秀的。如前所述，一乘谷吸引了众多的公家，而这些公家都对和平繁荣的越前国感到羡慕。这是因为朝仓氏在越前的统治迎来了一个安定期。再加上这个时代文化的发展，朝仓家在孝景的时代达到了全盛。
另一方面，孝景作为武将的能力从史料上看还是个未知数（因为总是任命朝仓宗滴等族人代替自己出征），亲自领兵的记录几乎没有。另外朝仓军对外作战大多是应幕府的要求出兵幾内的周边各国，朝仓家自身的领土几乎没有扩大。